# Richard Griffin (2e baron Braybrooke)
Richard Griffin, 2e baron Braybrooke (3 juillet 1750-28 février 1825) est un homme politique et pair anglais. Il est connu sous le nom de Richard Aldworth-Neville ou Richard Aldworth Griffin-Neville jusqu'en 1797.

## Biographie
Fils unique et héritier de Richard Neville Aldworth Neville, il est né le 3 juillet 1750 à Duke Street, Westminster. Il s'inscrit au Merton College, Oxford, le 20 juin 1768, est créé MA le 4 juillet 1771, DCL le 3 juillet 1810, et est LL. D. de Cambridge en 1819.

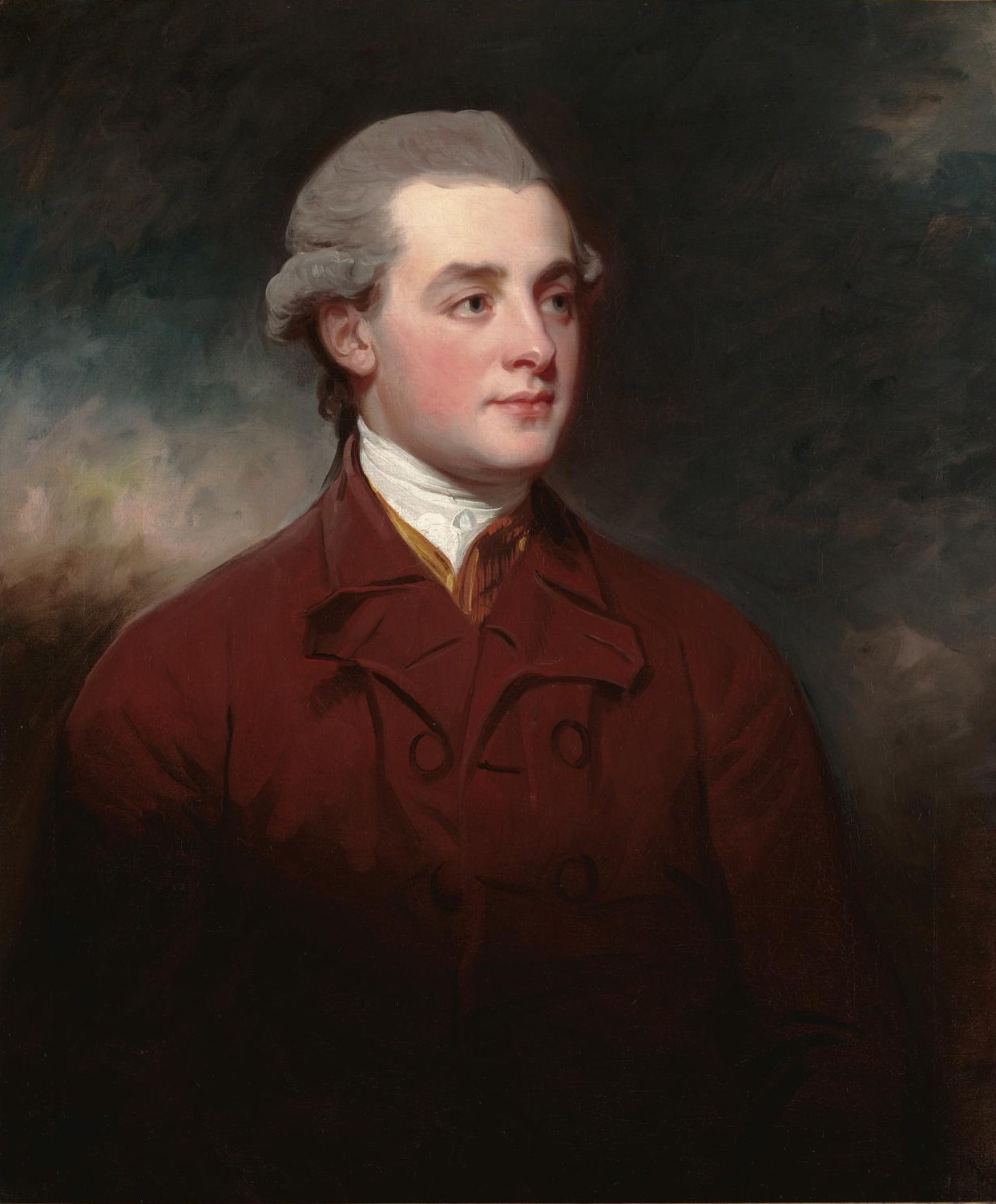
Richard Aldworth Neville, portrait de George Romney

Il est député de Grampound du 10 octobre 1774 jusqu'à la dissolution de 1780 et de Buckingham au parlement suivant jusqu'à sa nomination comme agent du régiment de la milice de Buckinghamshire en février 1782. Le 21 du même mois, il est réélu pour Reading et y est réélu pour les trois parlements suivants (1784, 1790, 1796).

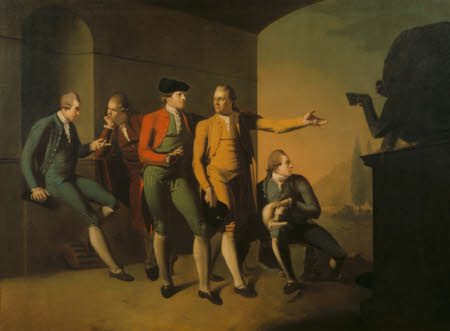
Un Grand Tour Group of Five Gentlemen à Rome (c.1773), portrait de groupe attribué à John Brown. À droite du guide, avec un épagneul au genou, se trouve le futur 2e baron Braybrooke. Les autres membres du parti sont: John Staples, James Byres, Sir William Young, 2e baronnet, et Thomas Orde-Powlett (1er baron Bolton)

À la mort, en mai 1797, de l'oncle maternel de son père, John Griffin (4e baron Howard de Walden), par qui il a été adopté comme héritier, Griffin-Neville lui succède à la baronnie de Braybrooke. Il prend le nom de famille et les armes de Griffin et entre en possession du domaine d'Audley End après la mort en 1802 du Dr Parker, gendre du défunt baron, qui en était usufruitier. Braybrooke améliore la propriété en achetant des manoirs et des fermes avoisinantes aux comtes de Bristol et de Suffolk, et d'autres acquisitions. Il devient lord-lieutenant de l'Essex et custos rotulorum du comté immédiatement après son accession à la pairie (19 janvier 1798), et est également vice-amiral d'Essex, enregistreur de Saffron Walden, haut steward de Wokingham, visiteur héréditaire du Magdalene College, Cambridge et grand prévôt de la Jamaïque.
Il est décédé le 28 février 1825, des suites d'une maladie persistante, à son siège de Billingbear House, et est enterré à Laurence Waltham.

## Famille
Il épouse en juin 1780, à Stowe, Buckinghamshire, Catherine, la plus jeune fille de George Grenville. Ils ont trois fils :
- des jumeaux, décédés immédiatement après la naissance;
- Richard, qui est devenu le 3e baron Braybrooke;
- Henry, capitaine dans les dragons, décédé en 1809 alors qu'il sert en Espagne;
- George Neville-Grenville
- William, décédé jeune.

Ils ont aussi quatre filles:  
- Catherine est décédée célibataire en 1841;
- Mary, épouse Stephen Glynne, 8e baronnet, de Hawarden;
- Caroline (d. mai 1868) épouse en 1817 Paul Thompson (1er baron Wenlock)[3] ;
- Frances est morte jeune.